# 83464 Ірішмаккалла
83464 Ірішмаккалла (83464 Irishmccalla) — астероїд головного поясу, відкритий 19 вересня 2001 року.
Тіссеранів параметр щодо Юпітера — 3,226.